# ذاكرة نانو
ذاكرة نانو (بالإنجليزية: Nano Memory)‏ (وتُعرف اختصارًا: NM) هي شريحة ذاكرة طوَّرتها شركة هواوي، يُماثل حجم هذه البطاقة حجم بطاقة وحدة تعريف مشترك بالغة الصغر ‏، ووفقًا لِشركة هواوي — المُطوِّرة لهذهِ الشرائِح — فإنَّ ذاكرة نانو أصغر بنسبة 45% من بطاقات مايكرو إس دي التقليديَّة.

## التاريخ
أعلنت شركة هواوي عن ذواكر نانو في عام 2018، مُوضحةً أنَّ هذهِ البطاقات أصغر بنسبة 45% من ذواكر مايكرو إس دي التقليديَّة، ولم تكشف وقتها عن معلوماتٍ كثيرة عن هذا النوع مِن شرائح الذاكرة، غير أنَّها ستُطرح بسعة «128» جيجابايتًا إضافةً إلى «256» جيجابايتًا، وأنَّها تملك سُرعة نقل بيانات تبلغ 90 ميجابايتًا في الثانية، ولم يكن معروفًا وقتها إن كانت هناك سعاتٍ أو سُرعاتٍ إضافيَّة لهذهِ البطاقة.
أُطلقت ذاكرة نانو في هواتف «ميت 20» و«ميت 20 برو» لأوَّل مرة وذلك في عام 2018، وكانت تلك الهواتف — في ذلك الوقت — هي الوحيدة التي تدعم هذا النوع مِن شرائِح التَّخزين، وقد دعت شركة هواوي الشركات المُصنِّعة الأخرى لإضافة بطاقة ذاكرة نانو إلى أجهزتهم بعد ذلك في المُستقبل.

## التصنيع والدَّعم
اعتبارًا من عام 2021، فإنَّ ذواكر نانو مدعومة في هواتف هواوي حصرًا، ولكن صُنِّعَت أيضًا بواسطة ليكسار [الإنجليزية] الأحجام المتوفرة — في ذلك العام — هي 64 جيجابايت، و128 جيجابايت، 256 جيجابايت. وتعدّ هذهِ النُسخ أغلى ثمنًا مِن بطاقات الذَّاكرة الرَّقميَّة الآمِنَة.
تقوم شركة إتش بي أيضًا بتصنيع شرائح ذواكر نانو بسعاتٍ وسُرعاتٍ مُختلفة، مِنها ذات سعة 128 جيجابايت وتتراوح سُرعة هذه النسخة بالقراءة 90 ميجابايت/ثانية، وكاتبة 82 ميجابايت/ثانية.
في عام 2019، تواصلت هواوي مع صُنَّاع بطاقات الذاكرة «سانديسك» حول قدرتها على بيع بطاقات ذاكرة نانو أسفل خط مُنتجات الشَّركة، وروبن دينينفالدت (بالإنجليزية: Ruben Dennenwaldt)‏، وهو المدير الأوَّل لِتسويق المنتجات في ويسترن ديجيتال، وقال:
ليس لدينا حاليًا دعم معيار بطاقة نانو من هواوي. بينما من الواضح أنَّنا نراقب السوق عن كثب، لا توجد حاليًا خطط لدعم هذا المعيار. روبن دينينفالدت
في 10 أكتوبر 2023، أعلنت ليكسار [الإنجليزية] عن إصدار سعة جديدة، تبلغ 512 جيجابايت بسرعة قراءة 90 ميجابايت/ثانية وسرعة كتابة 85 ميجابايت/ثانية، وهي موجهة بطبيعتها إلى أجهزة هواوي.

## المزايا والعيوب

### المزايا
بطاقات ذواكر نانو هي نفسها من الناحية الوظيفية لبطاقات مايكرو إس دي ومن دون النظر عن الحجم والسرعة، سيكون لدى المُستخدمين نفس التجربة — تقريبًا — مع أيٍّ منهما.

### العيوب
تعدّ ذواكر نانو باهظة الثمن للغاية عند مُقارنة أدائها ببطاقات مايكرو إس دي مماثلة؛ حيثُ أنَّ بطاقات مايكرو إس دي — التي لها نفس حجم الذاكرة وسرعات القراءة الأعلى — ستُكلّف أقل من نصف السعر الذي تطلبه هواوي لذواكر نانو الخاصة بها، وأيضًا تتوفر بطاقات مايكرو إس دي بأحجام مُتعددة، على عكس ذواكر نانو، التي تكون محدودة المساحة.